# Oncholaimus domesticus
Oncholaimus domesticus är en rundmaskart som först beskrevs av Benjamin G. Chitwood och Chitwwod 1938.  Oncholaimus domesticus ingår i släktet Oncholaimus och familjen Oncholaimidae. Inga underarter finns listade i Catalogue of Life.